# Alukönigstahl
Alukönigstahl ist ein europaweit agierendes Unternehmen mit Sitz in Wien. Es befindet sich in der vierten Generation im Besitz der Familie König. Alukönigstahl ist Anbieter für System-Gesamtlösungen in den Bereichen Fenster, Türen, Fassaden und Lichtdächer. Derzeit beschäftigt die König-Gruppe rund 1.000 Mitarbeiter und ist mit aktuell 28 Gesellschaften in 15 Ländern aktiv. Seit den 1960er Jahren besteht eine Allianz mit den Systemherstellern Schüco und Jansen.

## Geschichte
Am 1. Jänner 1864 gründete Raphael König das Unternehmen für seinen Sohn Jacob König in Retz, im Bezirk Hollabrunn in Niederösterreich. Der Handwerksbetrieb war zunächst auf Schlosser- und Schmiedearbeiten spezialisiert. Jacob König erweiterte die Werkstätte um eine Eisenhandlung und das Unternehmen verlagerte das Geschäft im Laufe der Zeit auf den Handel mit Aluminium- und Stahl-Profilsystemen.
Im Jahr 1905 übergab Jacob König nach 41 Jahren im Eisengeschäft das Geschäft seinen Söhnen Josef, Theodor und Max. Zusammen bauten sie das Einzelgeschäft zu einem Großhandel aus. 1948 wurde die Alukönigstahl-Niederlassung in Wien gegründet.
Ende der 1950er Jahre begann Josef König gemeinsam mit seinem Sohn Karl König den Ausbau zu einem internationalen Handelsunternehmen. In diesen Jahren konzentrierte man sich vermehrt auf den Verkauf von Landmaschinen für den regionalen österreichischen Markt. Damit wurden auch die ersten Schritte hin zum technischen Großhandel gelegt.
Am 11. Juli 1958 folgte ein Meilenstein in der Firmengeschichte, als die Firma König die Generalvertretungen von Schüco und Jansen für Österreich übernahm. Im Jahr 1969 folgte die Übernahme der Tätigkeit als Generalimporteur für RHS-Profile der British Steel Corporation, einem Erzeuger von Stahlrohren. Dies führte zur Gründung der Stahlgroßhandelsfirma Karl König mit Sitz in Wien. Seither beliefert Alukönigstahl Kunden mit Stahlhohlprofilen in den verschiedensten Bereichen, wie dem Maschinen-, Seilbahn- oder Fahrzeugbau.
Nach dem Gewinn nationaler und internationaler Großprojekte investierte das Unternehmen 1975 in die Errichtung zweier Lagerhallen für Aluminiumkonstruktionen, Stahlkonstruktionen und Stahlhohlprofile sowie Muster- und Lagerwerkstätten im Industriezentrum NÖ Süd in Wiener Neudorf. 1989 wurde der derzeitige Firmenstandort im 15. Wiener Gemeindebezirk bezogen.
Von 1990 an, begann Alukönigstahl mit der Erschließung weiterer Märkte in Ost- und Südeuropa: in Budapest (1990), Tschechien (1991, 1998), Slowenien (1993), Rumänien (1995), Bulgarien (1995), Kroatien (1997), in der Slowakei (1998), in Serbien-Montenegro (2004), Bosnien und Herzegowina (2004), Moldawien (2016) und in Albanien (2016).
1993 wurde die Firma Königstahl gegründet und ein neues Lager in Warschau eröffnet. Damit war das Unternehmen das erste Stahlhandelsunternehmen in Polen, das westliche Händlerservices bot.
1998 entstand das Unternehmen Alukönigfrankstahl durch die Vereinigung von Alukönigstahl und Frankstahl (später Königfrankstahl). Das erste Joint Venture wurde im Jahr 1999 gegründet, gefolgt von weiteren Joint Ventures in Ungarn (2001), der Slowakei (2002) und Rumänien (2005). Der Zusammenschluss der Unternehmen brachte einen bedeutenden Synergieeffekt in den Bereichen Sortiment, Dienstleistungen, Liefertermine und Technologien. Im Jahr 2012 übernahm Alukönigstahl (teilweise mit Königfrankstahl) die CEE-Beteiligungen des insolventen Edelstahlhändlers Bogner Edelstahl in Tschechien, Ungarn und Rumänien.
Seit 2013 ist Philip König Vorstandsvorsitzender der König Holding AG.

## Produkte
Alukönigstahl ist ein Anbieter von Aluminium-, Stahl- und Kunststoffsystemen sowie Komponenten für energieeffiziente Architektur. Im Bereich Stahl- und Brückenbau, Maschinen- und Anlagenbau sowie Fahrzeug- und Schiffbau vertreibt das Unternehmen unter der Marke RHS warm- und kaltgefertigte Stahlhohlprofile, Formrohre und Rundrohre.
Zudem zeichnet sich Alukönigstahl durch ein umfangreiches Angebot von Serviceleistungen aus. Diese reichen von Werkstoffberatung über die Unterstützung zur Realisierung von Bauvorhaben mittels Planung, Kalkulation, Produktentwicklung und Design bis zur Anwendungstechnik.